# Centre national civil et militaire de formation et d’entraînement
 (avril 2021).
Le Centre national civil et militaire de formation et d’entraînement NRBC-E (ou CNCMFE) est un service à compétence nationale de l'État français. Il a été créé en 2014 par décret, celui référencé n°2014-338 du 14 mars 2014, pour améliorer les capacités d’intervention et de résilience des acteurs civils et militaires dans le cadre d'une gestion de crise majeure à caractère nucléaire, radiologique, biologique, chimique et explosif sur le territoire français.
Interministériel, ce service allie les compétences et les expertises des services des ministères des armées, de l’intérieur, et des solidarités et de la santé.
Il œuvre à renforcer la préparation opérationnelle interministérielle, la coordination et l’interopérabilité des services. Il structure son action sur tout le territoire national avec l’appui des organismes de l’État français dans les zones de défense et de sécurité.
Rattaché au ministre de l'intérieur, il est placé auprès du directeur général de la sécurité civile et de la gestion des crises.

Cette entité est issue des préconisations du livre blanc sur la défense et la sécurité nationale de 2008, publié le 17 juin 2008.
« Protéger la nation face à des crises de plus grande ampleur en renforçant notamment la protection contre les risques et menaces de nature Nucléaire, Radiologique, Biologique et Chimique…
… les entraînements et les exercices communs seront développés, afin de mettre en situation sur le terrain, avec le plus grand réalisme possible, toutes les catégories d’acteurs de secours, de sécurité et de santé et de roder les procédures d’intervention conjointe.

Dans ce but sera créé par les ministères de la Défense et de l'Intérieur un centre national commun de formation et d'entraînement civil et militaire ».

## Organisation

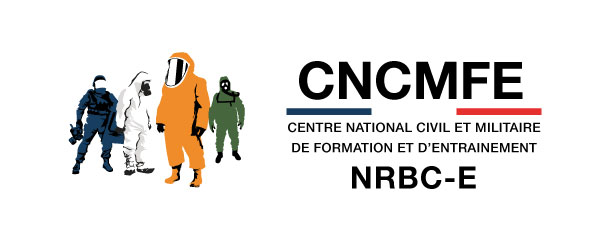

Le centre est dirigé par un directeur, assisté d'un directeur adjoint. Les fonctions de directeur et de directeur adjoint sont alternativement exercées par un agent du ministère de l'intérieur et un agent du ministère des Armées. Le directeur et le directeur adjoint sont nommés pour une durée de trois ans par arrêté du ministre de l'intérieur et sur proposition du ministre des armées lorsqu'ils en relèvent.
Ce centre exerce les missions interministérielles pour le compte du ministère de l'intérieur, du ministère des armées, du ministère des solidarités et de la santé et, le cas échéant, de tout autre ministère intéressé. Un protocole conclu entre ces trois ministères fixe les obligations respectives en moyens et en personnels pour le fonctionnement du centre et l'accomplissement de ses missions.
Les personnels affectés sont issus des ministères de l’intérieur (police et gendarmerie nationales, sécurité civile), du ministère des solidarités et de la santé et des armées.
Le centre est structuré autour d'une direction, d’une section formation et entraînement, d’une section études et prospective et d’un pôle soutien et administration générale.
Son siège est situé à Aix-en-Provence, sur le site de l'école nationale supérieure des officiers de sapeurs pompiers ( ENSOSP) .

## Missions
Le centre a pour mission d'améliorer les capacités d'intervention face aux menaces et aux risques de nature nucléaire, radiologique, biologique, chimique (NRBC) et explosive.
Il œuvre à renforcer la préparation opérationnelle interministérielle, la coordination et l’interopérabilité des services.
Dans ce cadre, le centre participe à la définition de la politique interministérielle de formation et d'entraînement dans les domaines nucléaire, radiologique, biologique, chimique et explosif ; élabore une pédagogie permettant la mise en œuvre de procédures conjointes d'intervention dans le cadre des compétences propres à chacun des intervenants ; met en œuvre la formation interministérielle des responsables de haut niveau ainsi que des référents ministériels des zones de défense et de sécurité ;met en œuvre l'entraînement interministériel des intervenants locaux, dans des centres d'entraînement zonaux qui lui sont rattachés par convention ; met en place une veille technologique et réalise des études et expérimentations à caractère technique et opérationnel ; contribue à l'expertise européenne et internationale en matière de formation dans le domaine de sa compétence.
La circulaire n° 700 du 2 octobre 2018 relative à la doctrine nationale d'emploi des moyens de secours et de soins face à une action terroriste mettant en œuvre des matières chimiques précise que « chaque ministère concerné a reçu mission d'élaborer un plan de formation des personnels relevant de sa responsabilité et de les faire participer aux formations interservices dispensés dans le centre national civil et militaire de formation et d'entraînement NRBC-E et dans les centres d'entraînement zonaux (CEZ) des zones de défense et de sécurité ».

## Activités

### Formations sur site et dans les territoires
Ces formations, d’une durée de 2 à 4 jours, permettent aux acteurs œuvrant dans les domaines de la sécurité, des secours et de la santé, d’améliorer leur connaissance des risques NRBC-E , d’avoir une meilleure compréhension de la doctrine nationale et d’identifier les interfaces nécessaires à une réponse inter-services.
Des exercices sur table mettant en situation les stagiaires, favorisent les échanges et insistent sur la nécessaire coordination des moyens et l’identification des actions prioritaires à réaliser.
Par ailleurs, des actions de sensibilisation sont réalisées dans les départements, au profit de divers services conviés par l’autorité préfectorale.

### Entraînements interministériels zonaux

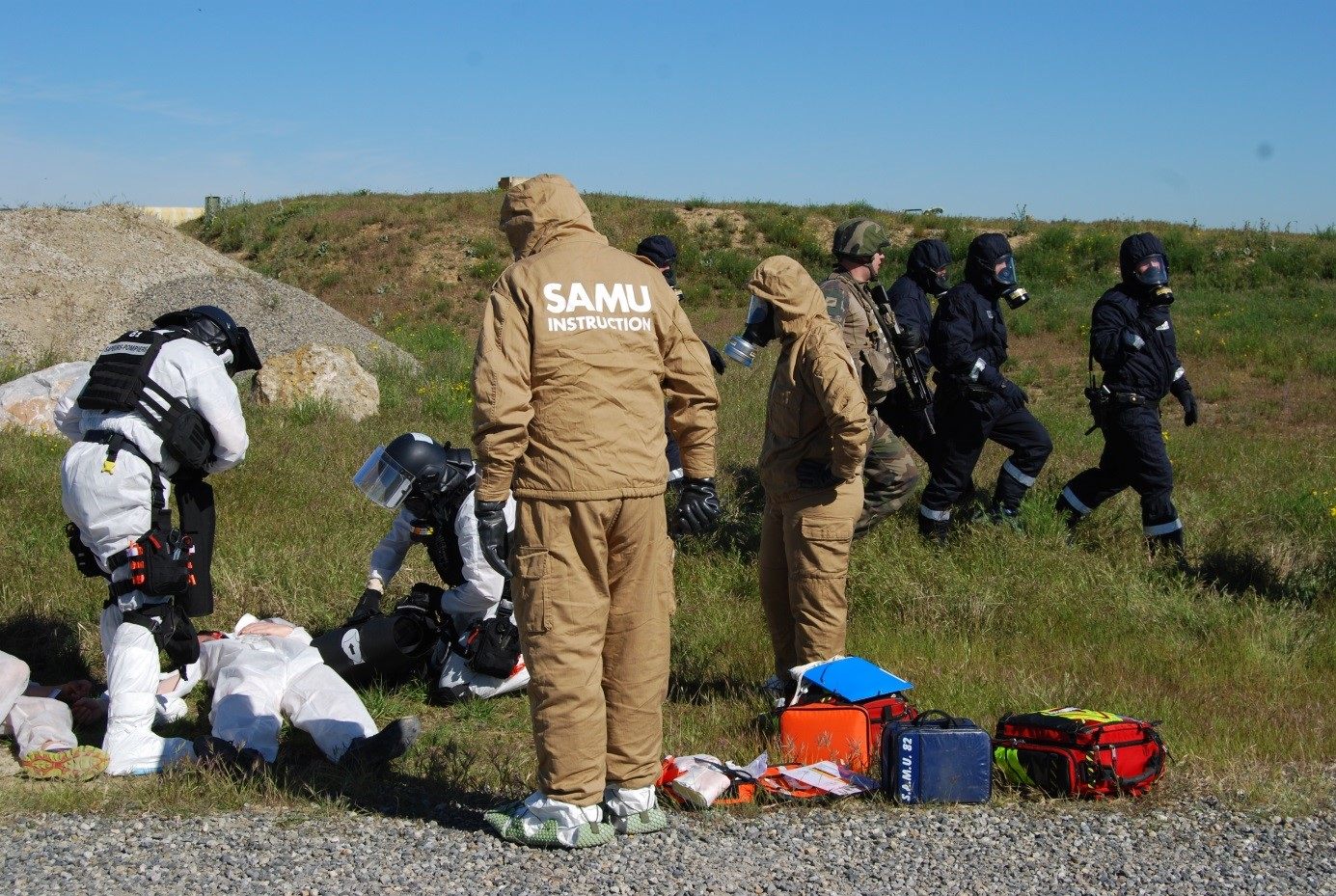
Entraînements interministériels zonaux

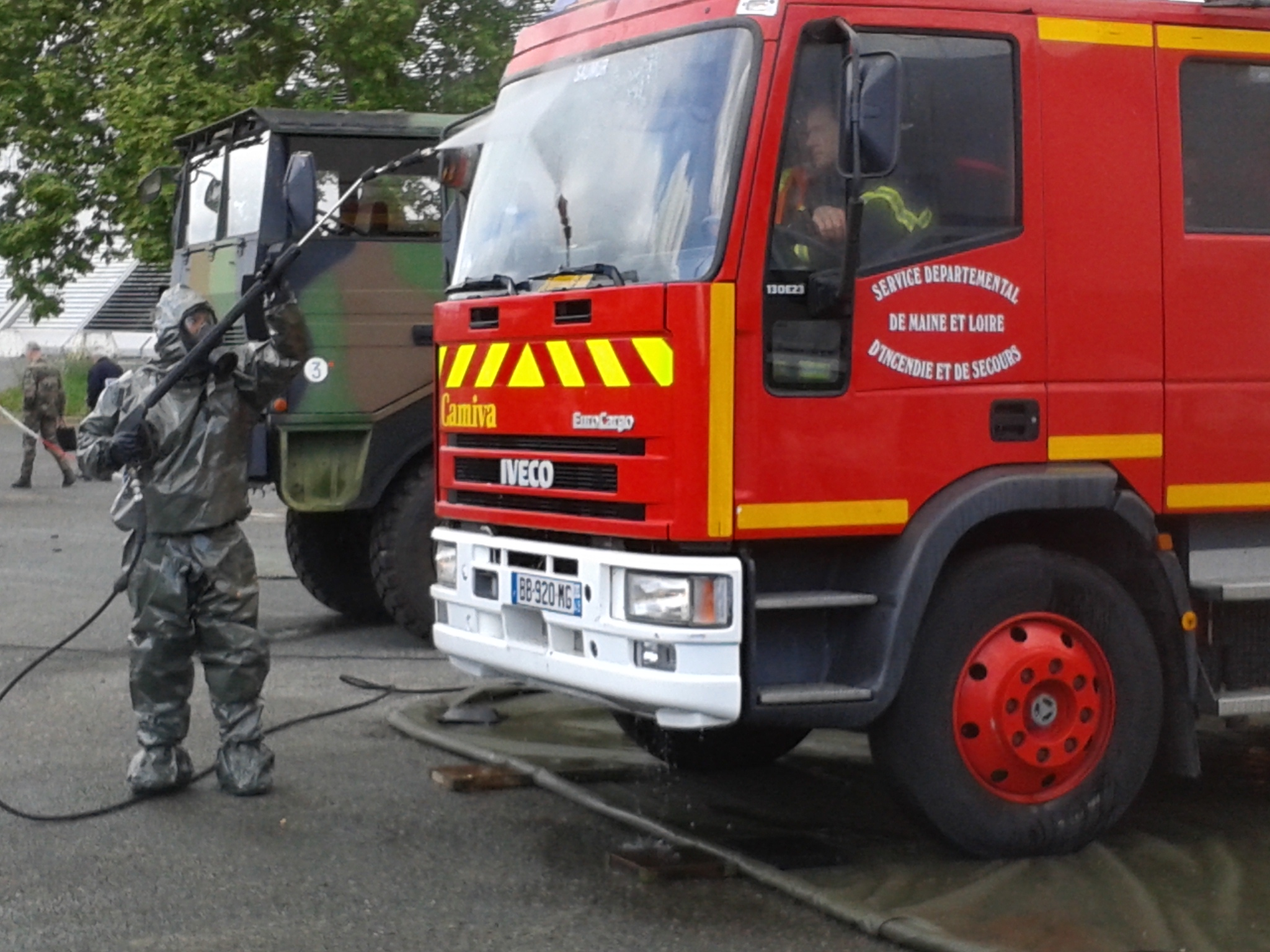
Entraînements interministériels zonaux

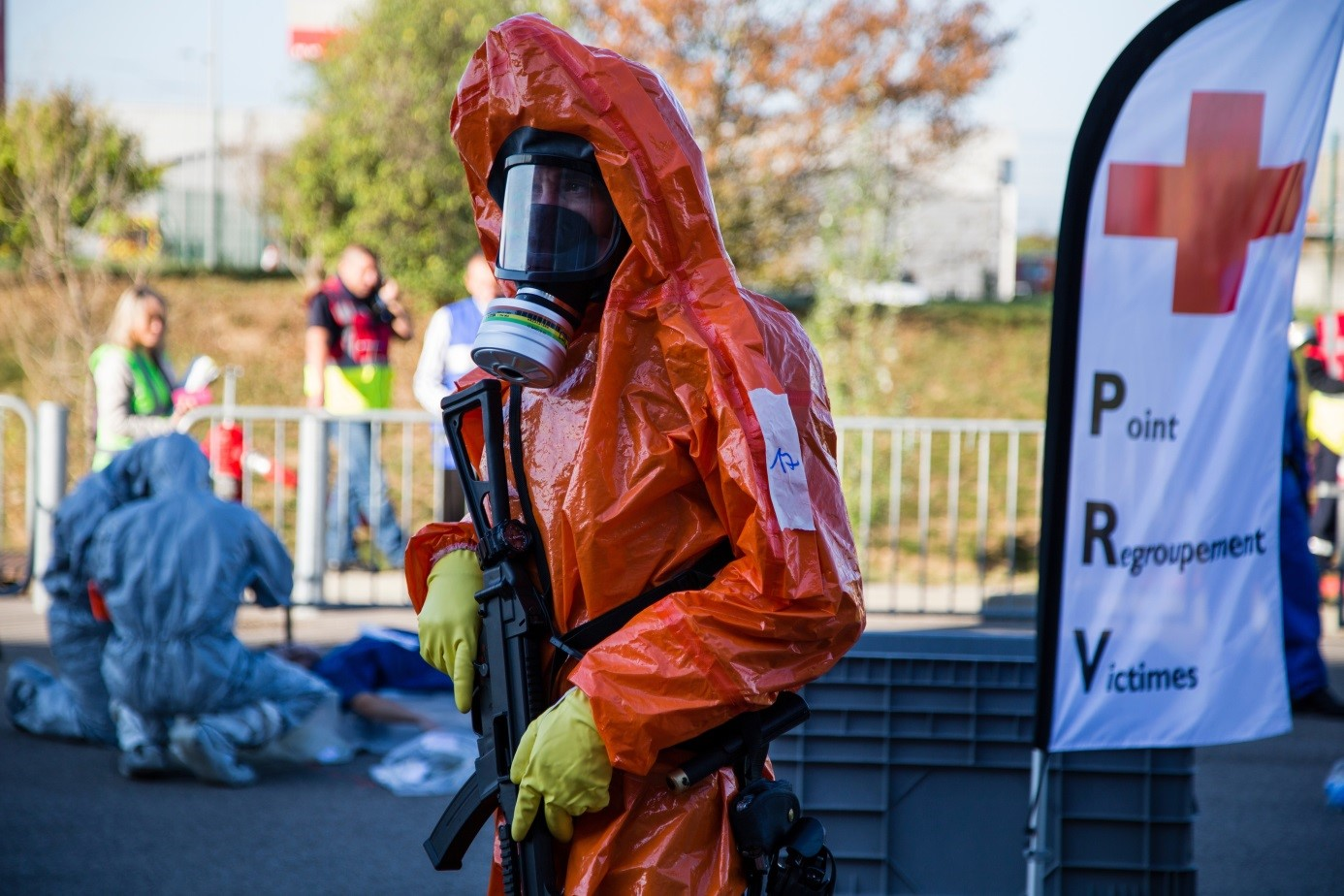
Entraînements interministériels zonaux

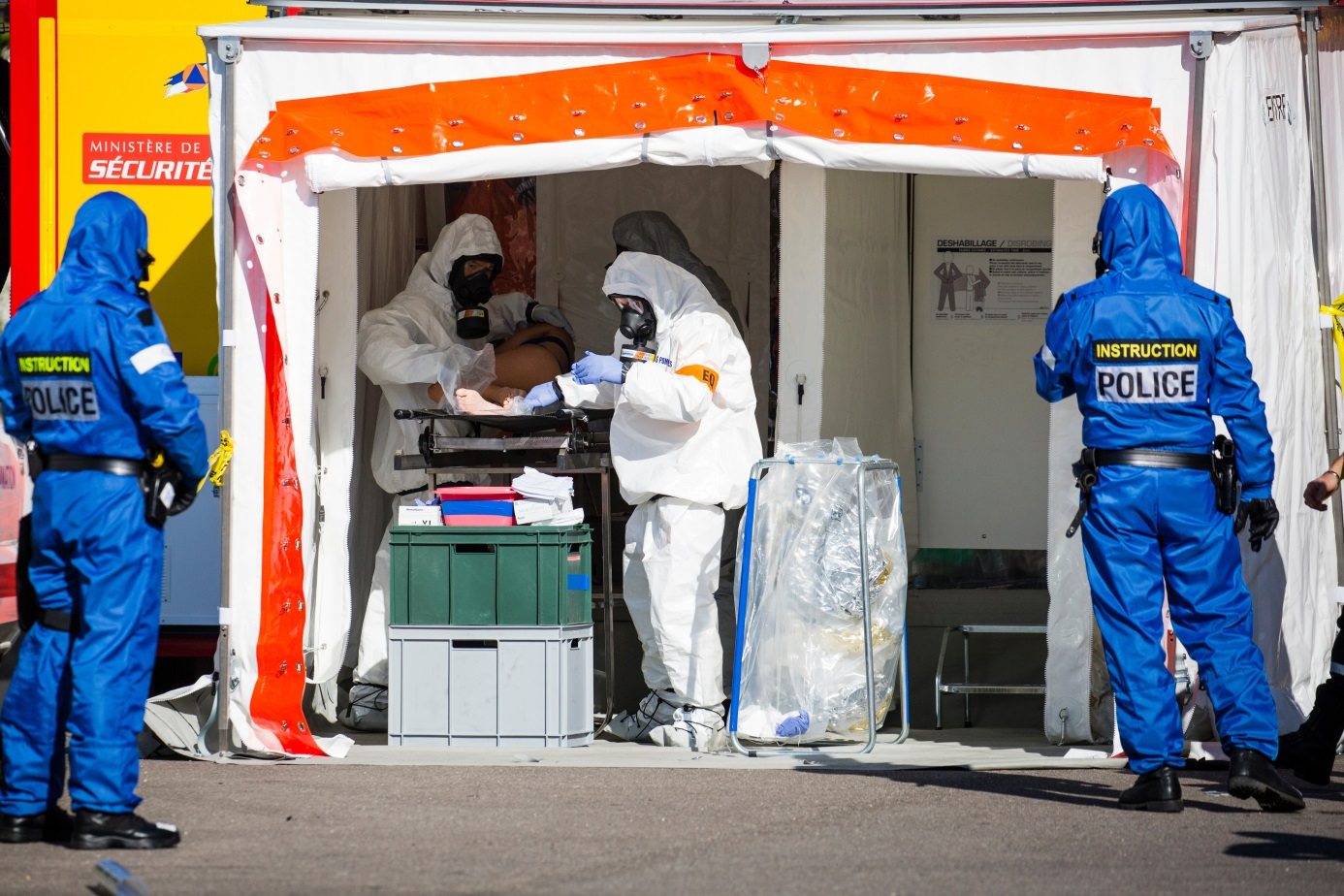
Entraînements interministériels zonaux

Dans les sept zones de défense et de sécurité, sous la responsabilité du préfet , le CNCMFE organise des entraînements de terrain impliquant de nombreux participants civils et militaires : policiers, gendarmes, personnel de santé, sapeurs-pompiers, démineurs, forces armées…
Ces entraînements réunissent les primo-intervenants, les unités spécialisées ainsi que leur niveau de commandement, dans le but d’améliorer l’interopérabilité des unités et de renforcer les procédures opérationnelles inter services.
L’approche pédagogique vise à offrir à ces acteurs l’opportunité de s’entraîner ensemble pour améliorer leurs compétences et avoir une meilleure connaissance des ressources et moyens mobilisables.

### Entraînements interministériels spécialisés

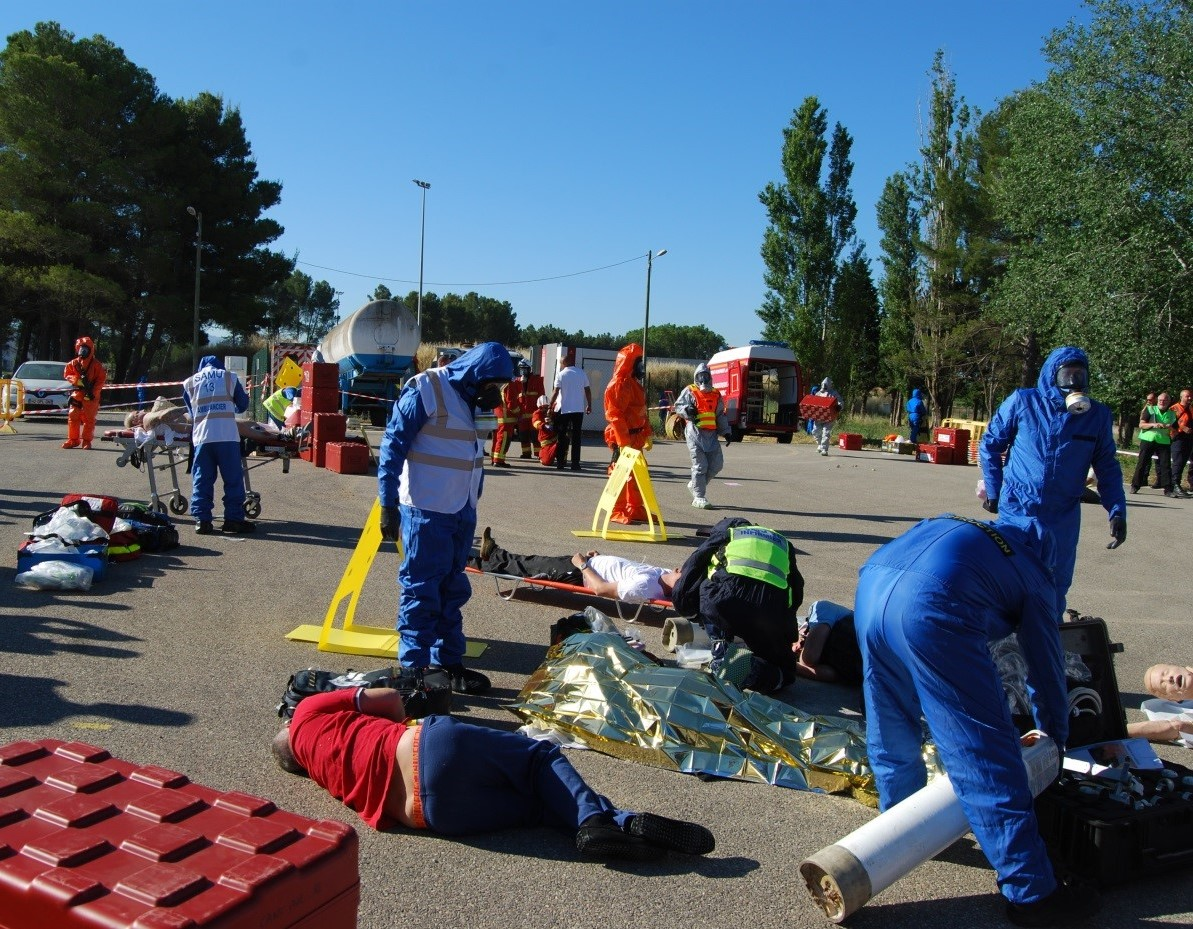
Entraînements interministériels spécialisés

Dans le cadre de ces entraînements, des unités spécialisées travaillent conjointement sur différentes thématiques techniques et sur des aspects de procédures opérationnelles. Ils peuvent également être organisés sous forme de séminaires.
Par ailleurs, le CNCMFE peut être amené à travailler sur des actions de coopérations internationales en lien avec la formation interministérielle dans le domaine NRBC-E.